# Tragédie lyrique
Con il termine tragédie lyrique si intende un genere dell'opera francese, che fu peraltro denominato, in origine, "tragédie en musique" o "tragédie (re)mise en musique", termini che rimasero assolutamente predominanti fino a tutta la prima metà del XVIII secolo, quando anche quello di tragédie lyrique cominciò in qualche modo ad imporsi. Per gran parte del XX secolo, quest'ultimo termine è stato quello preferito dai musicologi. Oggigiorno si tende invece a tornare alla più propria denominazione originaria di tragédie en musique.

## Storia
La tragédie-lyrique è un genere di teatro musicale tipicamente francese, con caratteristiche autonome rispetto all'opera italiana contemporanea, rimasta in auge a Parigi dalle origini, nel XVII secolo, fino alla Restaurazione (XIX secolo). La lunga fortuna della tragédie-lyrique dipese dall'essere stata rappresentata sempre da una sola istituzione teatrale, l'Académie royale de Musique et de Danse (in epoca napoleonica Académie impériale) attuale Opéra national de Paris.
L'invenzione della tragédie lyrique si può far risalire all'opera del compositore Jean-Baptiste Lully, che nel 1672 aveva assunto la direzione dell'Académie royale, sede delle rappresentazioni teatrali in musica francese e primo teatro pubblico di Parigi. La fondazione si deve a un atto di Luigi XIV risalente al 28 giugno 1669, con cui si autorizzava Pierre Perrin e il compositore Robert Cambert a gestire, in regime di monopolio, un'istituzione denominata Académie Royale de Musique (il nome "Opéra" è posteriore alla rivoluzione francese). Nel 1672 questa Accademia venne fusa con l'Académie Royale de Danse - istituita da Luigi XIV nel 1661 - con la denominazione di Académie Royale de Musique et Danse, e Lully ne fu nominato direttore. Nei quindici anni durante i quali Lully ne mantenne la direzione, vi vennero rappresentate soltanto opere scritte da lui, una ventina circa, che andarono a formare il canone della tragédie lyrique.
Rispetto all'opera seria italiana (la quale subordinava la drammaturgia alla musica, obbediva alle esigenze di compagnie canore, spesso improvvisate, ed era fondata sul virtuosismo dei cantanti) la tragédie lyrique francese richiedeva impegni complessi (presenza del coro, presenza del corpo di ballo, cantanti specializzati nella declamazione in francese, un elevato livello scenografico) che la stabilità della sede e l'omogeneità del pubblico (l'aristocrazia dell'ancien Régime) era in grado di garantire. Anche i compositori stranieri che si stabilirono a Parigi nella seconda metà del Settecento, Christoph Willibald Gluck, Niccolò Piccinni, Johann Christian Bach,  Antonio Sacchini, Antonio Salieri o Luigi Cherubini, dovettero adeguarsi al gusto francese, ma apportarono comunque elementi significativi della loro precedente esperienza italiana. Durante l'impero napoleonico gli argomenti dei classicisti, soprattutto quelli che si richiamavano alla romanità (è il caso per esempio de La Vestale di Gaspare Spontini), incontrarono nuovo favore. Dopo la Restaurazione, il nuovo pubblico (la borghesia emergente francese), pur accettando la natura spettacolare della tragédie-lyrique, ne rifiutò gli ideali tragici dell'ancien Régime e dell'Impero napoleonico, per cui i soggetti classici lasciarono il posto a intrecci a sfondo storico, e la tragédie-lyrique si trasformò progressivamente nel Grand opéra.

## Struttura e caratteristiche
La tipica struttura di questo genere musicale prevedeva la divisione in un prologo, con carattere allegorico, più cinque atti, e il testo che la costituiva veniva interamente cantato, secondo uno stile molto particolare.
Ispirandosi alle modalità recitative dei grandi attori del XVII secolo, questa forma di cantato assumeva un tono declamatorio, che comportava l'allontanamento della melodia dalla maniera del "bel canto" all'italiana, e relegava queste opere a una tradizione e a un gusto tutto francese. La massima concessione a forme musicali più melodiche era rappresentata da alcuni, per altro rari, brani ariosi. L'uso dei cori era limitato al solo accompagnamento dei pezzi coreografici per balletto o come sottolineatura nelle sezioni a grande impatto scenografico ed encomiastico.
Dal momento che la pratica declamatoria a cui ci si ispirava si basava soprattutto sul rispetto scrupoloso della prosodia, Lully fu costretto ad adottare una tecnica compositiva piuttosto schematica. Il meccanismo fondamentale consisteva nell'associare ad ogni sillaba accentata una nota lunga, e viceversa una corta ad ogni sillaba non accentata. Il ritmo risultava così fortemente accentuato, generando un'impressione di grande monotonia.
Un altro elemento importante della tragédie lyrique era rappresentato dalla coreografia. Che in questo tipo di teatro la danza potesse occupare una posizione importante quasi quanto la musica era testimoniato dal nome stesso dell'accademia, che univa musica e danza, ma nella produzione di Lully andò a rivestire un ruolo ancora maggiore. È facile comprenderne il motivo se si pensa alle caratteristiche precipue della musica per balletto, sempre basata su ritmi precisamente scanditi, che dovevano ben accordarsi al gusto per una recitazione attenta alla prosodia testuale come quella prediletta da Lully. In particolare, i tempi di danza caratterizzano il ritmo di tutte le sue arie, a discapito della melodia, che spesso risulta artificiosa.
Tuttavia le danze inserite all'interno di questo genere teatrale non erano concepite come contributo attivo all'azione drammatica - come avveniva nel genere coevo della tragédie-ballet - bensì solo come dei meri divertissements che ne "spezzavano" l'andamento.
A fronte di questa grande attenzione riservata da Lully alla recitazione e al canto, non corrispose un'uguale cura nell'armonizzare le voci dei vari strumenti, e tuttavia il modello di orchestra da lui introdotto sarà preso come riferimento da molti grandi compositori successivi, tra cui basti ricordare Henry Purcell, Georg Friedrich Haendel e Johann Sebastian Bach.
L'ultima caratteristica importante della tragédie lyrique concerne i suoi soggetti, che erano per lo più di argomento mitologico, ma che non necessariamente davano esito a finali negativi, come il sostantivo tragédie potrebbe far pensare: l'azione drammatica non doveva costituirne l'elemento centrale, ma dovevano trovare espressione i sentimenti dei personaggi, anche se stereotipati. Era quindi caratterizzata da un gusto marcato per la spettacolarità, assolutamente conforme alle poetiche barocche.

## Contrapposizione con l'opera italiana
A partire dagli anni '30 del Settecento, Jean-Philippe Rameau cercò di attribuire al genere una dimensione vocale e musicale almeno in parte diversa, anche se le caratteristiche strutturali e tematiche, come la presenza della danza e il soggetto essenzialmente mitologico, rimasero invariate. Quando l'opera lirica italiana, che nelle sue fasi iniziali aveva assunto tratti già ben definiti sotto la denominazione di opera seria, cominciò ad essere allestita anche nei teatri francesi, si scatenarono molte polemiche.
I circoli culturali francesi non erano nuovi a simili discussioni sulla musica teatrale italiana. Nonostante i molti tentativi di esportare in Francia la tradizione operistica italiana, l'ambiente francese si era infatti sempre mostrato diffidente verso la contaminazione della tragédie lyrique, da molti considerata l'espressione dell'autentica tradizione musicale francese.
Significative furono le reazioni che si ebbero nel 1752 alla rappresentazione dell'intermezzo La serva padrona di Giovanni Battista Pergolesi. L'opera riscosse un notevole successo di pubblico e ciò scatenò gli animi più protezionisti. Si crearono due fazioni: una, detta Circolo del Re, facente capo a Rameau, che da rinnovatore del genere si era trasformato in un conservatore assoluto della tradizione musicale francese; e un'altra, detta Circolo della Regina, capeggiata da Jean-Jacques Rousseau, favorevole ad una apertura di orizzonti che guardasse soprattutto all'Italia e alla nuova forma della sua nascente opera lirica. La rivalità fra questi due circoli prese il nome di Querelle des Bouffons.
Per due anni il dibattito si mantenne su toni vivaci, ma si esaurì nel 1754, quando Rameau propose al pubblico dell'Opéra una versione profondamente modificata di una sua tragédie lyrique presentata senza successo diciassette anni prima, il Castor et Pollux. Questa volta l'opera piacque e le caratteristiche di questo genere furono definitivamente assunte a modello dello stile francese in opposizione a quello italiano. Dopo un breve momento di apertura della musica francese ai nuovi valori estetici, l'opera italiana fu rapidamente abbandonata per tornare all'ortodossia della tragédie lyrique. Ma l'importanza del melodramma, che si avviava ormai verso la sua forma definitiva, era tale da non poter essere ignorata più a lungo.
Nuove possibilità di cambiamento si ebbero dopo la morte di Rameau, quando la direzione dell'Opéra fu assunta da compositori italiani e tedeschi, che riuscirono ad innervare la tradizione musicale della tragédie lyrique con le nuove possibilità offerte dal melodramma. Fra questi occorre ricordare per lo meno i nomi di Christoph Willibald Gluck, Niccolò Piccinni, Johann Christian Bach, Antonio Sacchini e Antonio Salieri, più tardi Luigi Cherubini e Gaspare Spontini, e più tardi ancora Gioachino Rossini. A questi compositori si fa risalire anche l'affermazione del termine tragédie lyrique.